# Голеєво (Мазовецьке воєводство)
Голеєво (пол. Golejewo) — село в Польщі, у гміні Гоздово Серпецького повіту Мазовецького воєводства.
Населення — 125 осіб (2011).
У 1975-1998 роках село належало до Плоцького воєводства.

## Демографія
Демографічна структура станом на 31 березня 2011 року:
|          | Загалом | Допрацездатний вік | Працездатний вік | Постпрацездатний вік |
| -------- | ------- | ------------------ | ---------------- | -------------------- |
| Чоловіки | 66      | 9                  | 48               | 9                    |
| Жінки    | 59      | 10                 | 32               | 17                   |
| Разом    | 125     | 19                 | 80               | 26                   |